# Казанбаш
Казанба́ш (тат. Казанбаш) — село в Арском районе Республики Татарстан. Входит в состав Урнякского сельского поселения.

## География
Село расположено на реке Казанка, в 8 км к северо-востоку от города Арска.

## История
Село известно с 1617 года. 
В XVIII — первой половине XIX века жители относились к сословию государственных крестьян. Основные занятия жителей в этот период — земледелие и скотоводство, были распространены пчеловодство, кожевенный и плотничный промыслы, пошив национальной обуви и тюбетеек.
В «Списке населённых мест Российской империи», изданном в 1866 году по сведениям 1859 года, населённый пункт упомянут как казённая деревня Карамыш-Казанбаш 2-го стана Казанского уезда Казанской губернии. Располагалась при реке Казанке, по правую сторону Сибирского почтового тракта, в 70 верстах от уездного и губернского города Казани и в 12 верстах от становой квартиры в городе Арске. В деревне, в 109 дворах проживали 982 человека (509 мужчин и 473 женщины), была мечеть.
По сведениям 1895 года, действовало медресе.
По сведениям переписи 1897 года, в деревне Кармыш-Казанбаш Казанского уезда Казанской губернии проживали 966 человек (424 мужчины, 542 женщины), из них 938 мусульман.
В начале XX века в селе действовали волостное правление, 2 соборные мечети (первая построена до 1866 г., вторая — в 1892 г.), кредитное товарищество, мельница, кузница, 6 мелочных лавок. В этот период земельный надел сельской общины составлял 1869,8 десятины.
До 1920 года являлось центром Кармышской волости Казанского уезда Казанской губернии. С 1920 года вошло в состав Арского кантона ТАССР. С 10.08.1930 входит в Арский район.
В 1929 году в селе был организован колхоз «Красный Казанбаш», в 1932 году над колхозом взяла шефство газета «Известия» и он был переименован в «Известия». С 1994 года коллективное предприятие «Известия», с 2003 года «Агрофирма «Казанбаш», с 2004 года сельскохозяйственный кооператив «Каенлык».

## Население
| 1782 | 1859 | 1897 | 1908 | 1920 | 1926 | 1938 | 1949 | 1958 | 1970 | 1979 | 1989 | 2002 | 2010 | 2015 |
| ---- | ---- | ---- | ---- | ---- | ---- | ---- | ---- | ---- | ---- | ---- | ---- | ---- | ---- | ---- |
| 161  | 982  | 966  | 1178 | 1256 | 1183 | 948  | 793  | 697  | 695  | 628  | 596  | 549  | 541  | 573  |

Национальный состав села — татары.

## Экономика
Жители занимаются полеводством, молочным скотоводством.

## Инфраструктура
В селе действуют неполная средняя школа (с 1922 г. как начальная), дом культуры (с 1982 г.), библиотека, детский сад (с 1981 г.), фельдшерско-акушерский пункт.

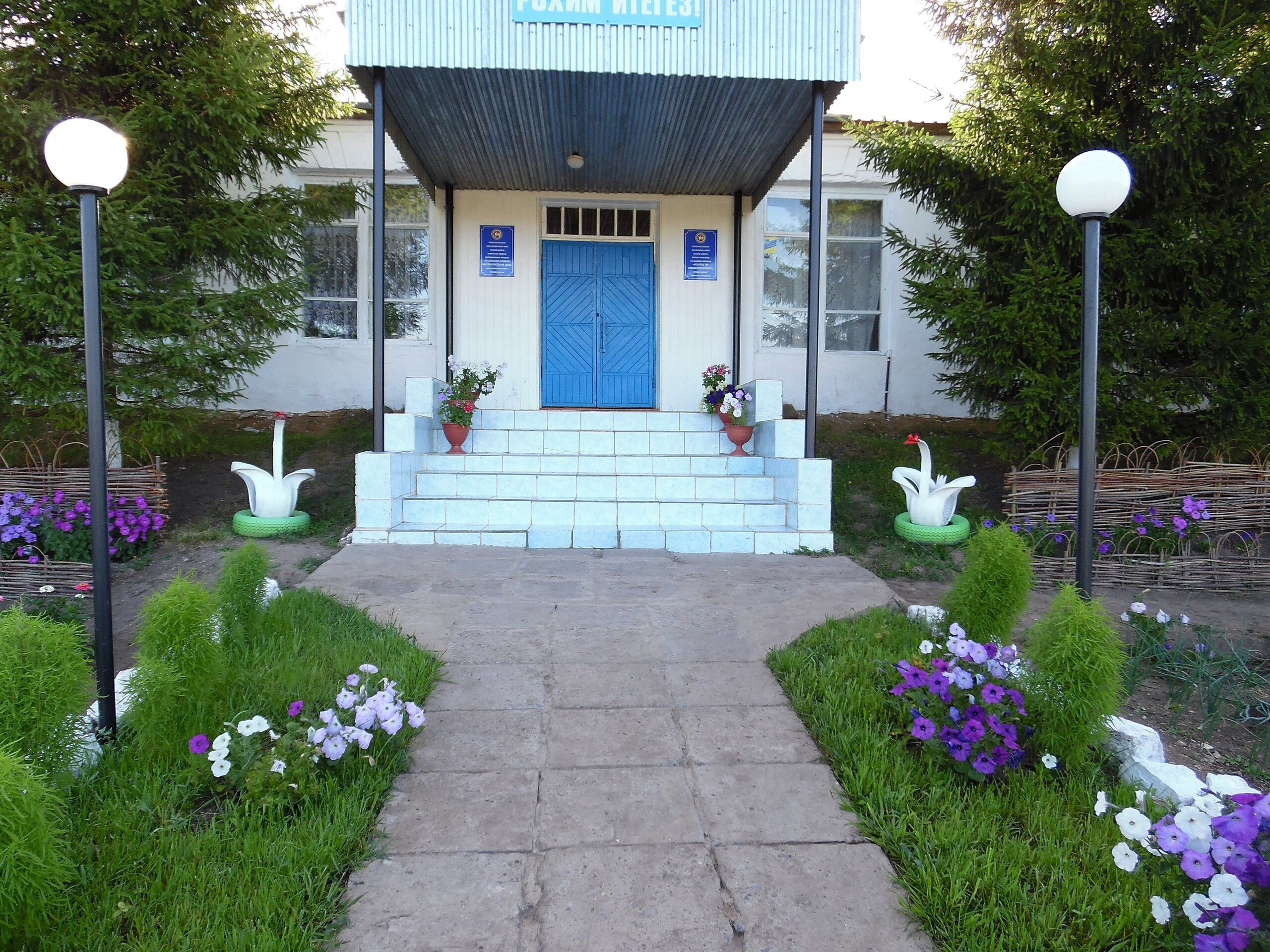
Казанбашская школа до капитального ремонта
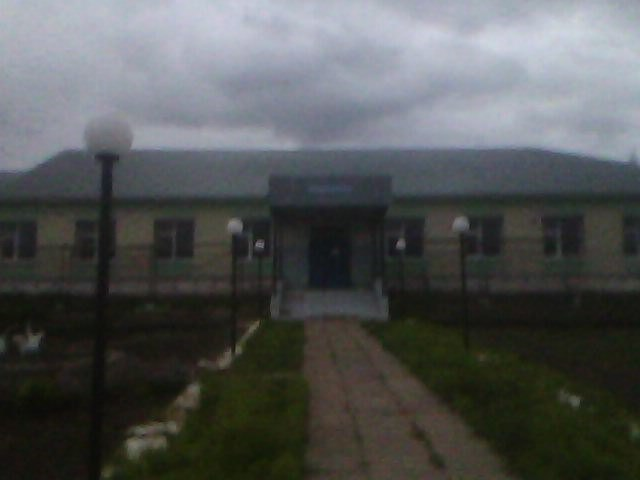
Школа во время капитального ремонта
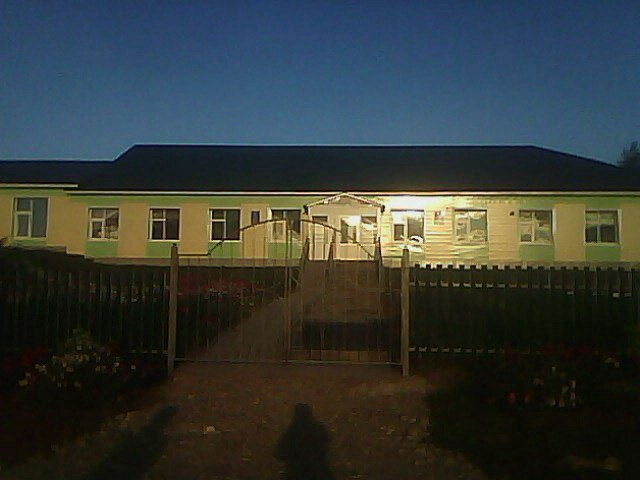
Казанбашская школа после капитального ремонта
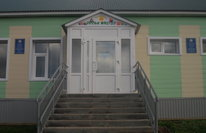
Детский сад после капитального ремонта

## Религия
Мечеть (с 2000 г.).

## Известные люди
- Д. Н. Валеев (1938—2010) — писатель, заслуженный деятель искусств ТАССР и РСФСР, лауреат Государственной премии им. Г. Тукая
- М. Б. Хастиев (1927—2000) — руководитель сельскохозяйственного предприятия, Герой Социалистического Труда